# Contadora
Contadora – wyspa położona w Zatoce Panamskiej w archipelagu Wysp Perłowych na Oceanie Spokojnym. Powierzchnia: ok. 3 km². Wchodzi w skład  prowincji Panama, położona jest ok. 60 km na południe od stolicy kraju. Popularne miejsce wycieczek turystycznych. Klimat tropikalny.
Na wyspie znajduje się lotnisko (kod IATA: OTD). Regularną komunikację zapewniają linie Aeroperlas. Lot na lotnisko Albrook trwa ok. 20 minut. 
Na wyspie znajdują się liczne luksusowe posiadłości. W 1980 roku w jednej z nich mieszkał Szach Iranu Mohammad Reza Pahlawi.
W styczniu 1983 roku odbyło się pierwsze spotkanie ministrów spraw zagranicznych Panamy, Meksyku, Kolumbii i Wenezueli poświęcone rozwiązaniu konfliktów w Ameryce Środkowej. Od nazwy wyspy grupa ta przyjęła miano Grupy z Contadory.   
Nazwa wyspy pochodzi od tego, że była miejscem w którym Hiszpanie liczyli perły poławiane w archipelagu (hiszp. contar – liczyć).